# Bahnstrecke Řetenice–Liberec
| Streckenskizze (1901) |                      |                                                                   |                                                                   |
| Kursbuchstrecke (SŽ): | 086, 087, 097        |                                                                   |                                                                   |
| Streckenlänge: | 145,107 km           |                                                                   |                                                                   |
| Spurweite: | 1435 mm (Normalspur) |                                                                   |                                                                   |
| Maximale Neigung: | 25 ‰                 |                                                                   |                                                                   |
| Minimaler Radius: | 240 m                |                                                                   |                                                                   |
| Streckengeschwindigkeit: | 100 km/h             |                                                                   |                                                                   |
| |                      |                                                                   |                                                                   |
| \| \| \| von Teplice lesní brána (konzessioniert, aber nicht gebaut) \| \| \| \| \| von Ústí nad Labem hl. n. (vorm. ATE) \| \| \| \| 0,000 \| Řetenice früher Settenz \| Řetenice früher Settenz \| \| \| \| nach Chomutov (vorm. ATE) \| \| \| \| 2,770 \| Teplice zámecká zahrada früher Teplitz-Schloßgarten (ehem. Bf) \| Teplice zámecká zahrada früher Teplitz-Schloßgarten (ehem. Bf) \| \| \| \| sklad Správa železnic \| \| \| \| 4,980 \| Prosetice \| Prosetice \| \| \| 6,572 \| Bystřany v Čechách früher Wisterschan \| Bystřany v Čechách früher Wisterschan \| \| \| \| nach Trmice (vorm. ATE) \| \| \| \| 9,335 \| Úpořiny früher Auperschin \| Úpořiny früher Auperschin \| \| \| \| nach Bílina (vorm. ATE) \| \| \| \| \| Bílina \| \| \| \| 10,349 \| Tunnel Úpořinsky (Steinbergtunnel; 234 m) \| Tunnel Úpořinsky (Steinbergtunnel; 234 m) \| \| \| 11,660 \| Hradiště v Čechách früher Ratsch \| Hradiště v Čechách früher Ratsch \| \| \| 13,530 \| Žalany früher Schallan (ehem. Bf) \| Žalany früher Schallan (ehem. Bf) \| \| \| 14,692 \| Žalany zastávka \| Žalany zastávka \| \| \| 16,231 \| Bořislav früher Borislau \| Bořislav früher Borislau \| \| \| 18,831 \| Žim früher Schima \| Žim früher Schima \| \| \| 21,886 \| Radejčin früher Radzein (ehem. Bf) \| Radejčin früher Radzein (ehem. Bf) \| \| \| \| Scheitelpunkt \| 371 m \| \| \| 25,280 \| Dobkovičky früher Dubkowitz \| Dobkovičky früher Dubkowitz \| \| \| 26,970 \| Chotiměř früher Milleschau-Kottomirsch \| Chotiměř früher Milleschau-Kottomirsch \| \| \| \| Dálnice 8 \| \| \| \| 30,042 \| Oparno früher Wopparn \| Oparno früher Wopparn \| \| \| 34,609 \| Lovosice zastávka früher Lobositz A.T.E. \| Lovosice zastávka früher Lobositz A.T.E. \| \| \| \| von Děčín hl. n. (vorm. Nördliche Staatsbahn) \| \| \| \| \| von Libochovice (vorm. StEG) \| \| \| \| 36,367 \| Lovosice früher Lobositz \| 152 m \| \| \| \| nach Praha Masarykovo nádraží (vorm. Nördliche Staatsbahn) \| \| \| \| 38,180 \| Lovosice závod \| Lovosice závod \| \| \| \| Elbe \| \| \| \| \| Nymburk–Děčín-Prostřední Žleb (vorm. ÖNWB) \| \| \| \| \| Verbindungsbahn von Velké Žernoseky \| \| \| \| 40,447 \| Žalhostice früher Tschalositz \| Žalhostice früher Tschalositz \| \| \| 42,720 \| Litoměřice cihelna seit 1997 \| Litoměřice cihelna seit 1997 \| \| \| 44,064 \| Litoměřice horni nádraži früher Leitmeritz ob Bf \| Litoměřice horni nádraži früher Leitmeritz ob Bf \| \| \| 47,370 \| Trnovany u Litoměřic seit 1974 \| Trnovany u Litoměřic seit 1974 \| \| \| 50,605 \| Ploskovice früher Ploschkowitz-Pitschkowitz \| Ploskovice früher Ploschkowitz-Pitschkowitz \| \| \| 55,334 \| Horní Řepčice früher Oberrepsch \| Horní Řepčice früher Oberrepsch \| \| \| 57,745 \| Liběšice früher Liebeschitz \| Liběšice früher Liebeschitz \| \| \| \| Úštěk horní n.–Lovečkovice (vorm. L.G.W.A.) \| \| \| \| \| Verbindungsgleis nach Úštěk horní n. \| \| \| \| 61,915 \| Úštěk früher Auscha Teplitzer Bahnhof \| Úštěk früher Auscha Teplitzer Bahnhof \| \| \| 65,955 \| Dubičná früher Eicht \| Dubičná früher Eicht \| \| \| 69,468 \| Blíževedly früher Bleiswedel \| Blíževedly früher Bleiswedel \| \| \| 71,467 \| Kravaře v Čechách früher Graber \| Kravaře v Čechách früher Graber \| \| \| 74,015 \| Stvolínky früher Drum \| Stvolínky früher Drum \| \| \| 79,196 \| Zahrádky früher Neugarten \| Zahrádky früher Neugarten \| \| \| \| Höllengrundviadukt (273 m) Technisches Denkmal \| \| \| \| \| Helenentalviadukt (74 m) \| \| \| \| 83,026 \| Zückmantel b. Böhm. Leipa / Cukmantl bis 1920 \| Zückmantel b. Böhm. Leipa / Cukmantl bis 1920 \| \| \| \| von Bakov nad Jizerou (vorm. BNB) \| \| \| \| \| Bakov nad Jizerou–Ebersbach (Sachs) \| \| \| \| \| und Neutrassierung nach Vlčí Důl-Dobranov (seit 1989) \| \| \| \| 84,9600,000 \| Česká Lípa hlavní nádraží früher Böhmisch Leipa \| Česká Lípa hlavní nádraží früher Böhmisch Leipa \| \| \| \| nach Benešov nad Ploučnicí und nach Ebersbach (Sachs) (vorm. BNB) \| \| \| \| 85,64 \| Česká Lípa město früher Böhmisch Leipa Teplitzer Bf. \| Česká Lípa město früher Böhmisch Leipa Teplitzer Bf. \| \| \| \| Ploučnice \| \| \| \| \| Dobranov früher Dobern \| \| \| \| 4,99089,450 \| výh. Žizníkov \| výh. Žizníkov \| \| \| \| Ploučnice \| \| \| \| \| Neubaustrecke von Česká Lípa hl.n. (seit 1989) \| \| \| \| 91,000 \| Vlčí Důl-Dobranov früher Wolfsthal-Leskenthal \| Vlčí Důl-Dobranov früher Wolfsthal-Leskenthal \| \| \| \| (geplante Neutrassierung bis 2024) \| \| \| \| 93,354 \| Zákupy früher Reichstadt \| Zákupy früher Reichstadt \| \| \| \| vlečka statek Nové Zákupy \| \| \| \| \| Zákupy-Božíkov (geplant) \| \| \| \| 94,571 \| Zákupy-Božíkov früher Götzdorf \| Zákupy-Božíkov früher Götzdorf \| \| \| \| \| \| \| \| 99,994 \| odb. Mimoň St.1 \| odb. Mimoň St.1 \| \| \| \| nach Mimoň staré n. (vorm. LB Böhmisch Leipa–Niemes) \| \| \| \| 100,536 \| Mimoň früher Niemes \| Mimoň früher Niemes \| \| \| \| Niemeser Viadukt (74 m) \| \| \| \| 102,939 \| Pertoltice pod Ralskem früher Barzdorf \| Pertoltice pod Ralskem früher Barzdorf \| \| \| 105,449 \| Velký Grunov früher Grünau \| Velký Grunov früher Grünau \| \| \| \| vlečka Diamo Stráž pod Ralskem \| \| \| \| 107,594 \| Brniště früher Brims \| Brniště früher Brims \| \| \| 110,932 \| Velký Valtinov früher Großwalten \| Velký Valtinov früher Großwalten \| \| \| \| von Svor (vorm. BNB) \| \| \| \| 114,557 \| Jablonné v Podještědí früher Deutsch Gabel \| Jablonné v Podještědí früher Deutsch Gabel \| \| \| 117,175 \| Lvová früher Lämberg-Markersdorf \| Lvová früher Lämberg-Markersdorf \| \| \| 120,588 \| Rynoltice früher Ringelshain \| Rynoltice früher Ringelshain \| \| \| 125,238 \| Zdislava früher Schönbach \| Zdislava früher Schönbach \| \| \| 129,174 \| Křižany früher Kriesdorf \| Křižany früher Kriesdorf \| \| \| 130,064 \| Ještědský (Jeschkenkammtunnel; 815 m) \| Ještědský (Jeschkenkammtunnel; 815 m) \| \| \| \| Neuländer Viadukt (198 m) \| \| \| \| 131,450 \| Novina früher Neuland \| Novina früher Neuland \| \| \| 131,718 \| U Myslivny (Jägerhaustunnel; 40 m) \| U Myslivny (Jägerhaustunnel; 40 m) \| \| \| \| Jägerhausviadukt (127 m) \| \| \| \| 132,725 \| Kryštofský (Christofsgrunder Tunnel; 48 m) \| Kryštofský (Christofsgrunder Tunnel; 48 m) \| \| \| 132,002 \| Kryštofovo Údolí früher Christofsgrund \| Kryštofovo Údolí früher Christofsgrund \| \| \| \| Höllengrabenviadukt (51 m) \| \| \| \| 134,791 \| Karlovský I (Rehbergtunnel; 317 m) \| Karlovský I (Rehbergtunnel; 317 m) \| \| \| 135,396 \| Karlovský II (Burggrafentunnel; 51 m) \| Karlovský II (Burggrafentunnel; 51 m) \| \| \| \| Burggrafenviadukt (64 m) \| \| \| \| 136,516 \| Karlov pod Ještědem früher Karlswald \| Karlov pod Ještědem früher Karlswald \| \| \| 139,023 \| Ostašov früher Berzdorf \| Ostašov früher Berzdorf \| \| \| 141,024 \| Liberec-Horní Růžodol früher Rosental-Johannestal \| Liberec-Horní Růžodol früher Rosental-Johannestal \| \| \| \| von Pardubice hl. n. (vorm. SNDVB) \| \| \| \| \| von Tanvald (vorm. RGTE) \| \| \| \| \| \| \| \| \| 143,243 \| Reichenberg Teplitzer Bahnhof \| Reichenberg Teplitzer Bahnhof \| \| \| 145,107 \| Liberec früher Reichenberg \| Liberec früher Reichenberg \| \| \| \| nach Zawidów (vorm. SNDVB) \| \| \| \| \| nach Zittau (vorm. ZRE) \| \| \| \| \| \| \| \| Quellen: [1][2] \| \| \| \| |                      |                                                                   |                                                                   |
| Strecke (außer Betrieb) |                      | von Teplice lesní brána (konzessioniert, aber nicht gebaut)       | von Teplice lesní brána (konzessioniert, aber nicht gebaut)       |
| Abzweig ehemals geradeaus und von links |                      | von Ústí nad Labem hl. n. (vorm. ATE)                             | von Ústí nad Labem hl. n. (vorm. ATE)                             |
| Bahnhof | 0,000                | Řetenice früher Settenz                                           | Řetenice früher Settenz                                           |
| Abzweig geradeaus und nach rechts |                      | nach Chomutov (vorm. ATE)                                         | nach Chomutov (vorm. ATE)                                         |
| Haltepunkt / Haltestelle | 2,770                | Teplice zámecká zahrada früher Teplitz-Schloßgarten (ehem. Bf)    | Teplice zámecká zahrada früher Teplitz-Schloßgarten (ehem. Bf)    |
| Abzweig geradeaus und von rechts |                      | sklad Správa železnic                                             | sklad Správa železnic                                             |
| Haltepunkt / Haltestelle | 4,980                | Prosetice                                                         | Prosetice                                                         |
| Haltepunkt / Haltestelle | 6,572                | Bystřany v Čechách früher Wisterschan                             | Bystřany v Čechách früher Wisterschan                             |
| Abzweig geradeaus und von links |                      | nach Trmice (vorm. ATE)                                           | nach Trmice (vorm. ATE)                                           |
| Bahnhof | 9,335                | Úpořiny früher Auperschin                                         | Úpořiny früher Auperschin                                         |
| Abzweig geradeaus und nach rechts |                      | nach Bílina (vorm. ATE)                                           | nach Bílina (vorm. ATE)                                           |
| Brücke über Wasserlauf |                      | Bílina                                                            | Bílina                                                            |
| Tunnel | 10,349               | Tunnel Úpořinsky (Steinbergtunnel; 234 m)                         | Tunnel Úpořinsky (Steinbergtunnel; 234 m)                         |
| Haltepunkt / Haltestelle | 11,660               | Hradiště v Čechách früher Ratsch                                  | Hradiště v Čechách früher Ratsch                                  |
| Haltepunkt / Haltestelle | 13,530               | Žalany früher Schallan (ehem. Bf)                                 | Žalany früher Schallan (ehem. Bf)                                 |
| Haltepunkt / Haltestelle | 14,692               | Žalany zastávka                                                   | Žalany zastávka                                                   |
| Haltepunkt / Haltestelle | 16,231               | Bořislav früher Borislau                                          | Bořislav früher Borislau                                          |
| Haltepunkt / Haltestelle | 18,831               | Žim früher Schima                                                 | Žim früher Schima                                                 |
| Haltepunkt / Haltestelle | 21,886               | Radejčin früher Radzein (ehem. Bf)                                | Radejčin früher Radzein (ehem. Bf)                                |
| Kulminations-/Scheitelpunkt |                      | Scheitelpunkt                                                     | 371 m                                                             |
| Haltepunkt / Haltestelle | 25,280               | Dobkovičky früher Dubkowitz                                       | Dobkovičky früher Dubkowitz                                       |
| Bahnhof | 26,970               | Chotiměř früher Milleschau-Kottomirsch                            | Chotiměř früher Milleschau-Kottomirsch                            |
| Strecke mit Straßenbrücke |                      | Dálnice 8                                                         | Dálnice 8                                                         |
| Haltepunkt / Haltestelle | 30,042               | Oparno früher Wopparn                                             | Oparno früher Wopparn                                             |
| Haltepunkt / Haltestelle | 34,609               | Lovosice zastávka früher Lobositz A.T.E.                          | Lovosice zastávka früher Lobositz A.T.E.                          |
| Abzweig geradeaus und von links |                      | von Děčín hl. n. (vorm. Nördliche Staatsbahn)                     | von Děčín hl. n. (vorm. Nördliche Staatsbahn)                     |
| Abzweig geradeaus und von rechts |                      | von Libochovice (vorm. StEG)                                      | von Libochovice (vorm. StEG)                                      |
| Bahnhof | 36,367               | Lovosice früher Lobositz                                          | 152 m                                                             |
| Abzweig geradeaus und nach rechts |                      | nach Praha Masarykovo nádraží (vorm. Nördliche Staatsbahn)        | nach Praha Masarykovo nádraží (vorm. Nördliche Staatsbahn)        |
| Haltepunkt / Haltestelle | 38,180               | Lovosice závod                                                    | Lovosice závod                                                    |
| Brücke über Wasserlauf |                      | Elbe                                                              | Elbe                                                              |
| Kreuzung geradeaus oben |                      | Nymburk–Děčín-Prostřední Žleb (vorm. ÖNWB)                        | Nymburk–Děčín-Prostřední Žleb (vorm. ÖNWB)                        |
| Abzweig geradeaus und von links |                      | Verbindungsbahn von Velké Žernoseky                               | Verbindungsbahn von Velké Žernoseky                               |
| Bahnhof | 40,447               | Žalhostice früher Tschalositz                                     | Žalhostice früher Tschalositz                                     |
| Haltepunkt / Haltestelle | 42,720               | Litoměřice cihelna seit 1997                                      | Litoměřice cihelna seit 1997                                      |
| Bahnhof | 44,064               | Litoměřice horni nádraži früher Leitmeritz ob Bf                  | Litoměřice horni nádraži früher Leitmeritz ob Bf                  |
| Haltepunkt / Haltestelle | 47,370               | Trnovany u Litoměřic seit 1974                                    | Trnovany u Litoměřic seit 1974                                    |
| Haltepunkt / Haltestelle | 50,605               | Ploskovice früher Ploschkowitz-Pitschkowitz                       | Ploskovice früher Ploschkowitz-Pitschkowitz                       |
| Haltepunkt / Haltestelle | 55,334               | Horní Řepčice früher Oberrepsch                                   | Horní Řepčice früher Oberrepsch                                   |
| Bahnhof | 57,745               | Liběšice früher Liebeschitz                                       | Liběšice früher Liebeschitz                                       |
| Kreuzung geradeaus unten (Querstrecke außer Betrieb) |                      | Úštěk horní n.–Lovečkovice (vorm. L.G.W.A.)                       | Úštěk horní n.–Lovečkovice (vorm. L.G.W.A.)                       |
| Abzweig geradeaus und nach rechts |                      | Verbindungsgleis nach Úštěk horní n.                              | Verbindungsgleis nach Úštěk horní n.                              |
| Bahnhof | 61,915               | Úštěk früher Auscha Teplitzer Bahnhof                             | Úštěk früher Auscha Teplitzer Bahnhof                             |
| Haltepunkt / Haltestelle | 65,955               | Dubičná früher Eicht                                              | Dubičná früher Eicht                                              |
| Bahnhof | 69,468               | Blíževedly früher Bleiswedel                                      | Blíževedly früher Bleiswedel                                      |
| Haltepunkt / Haltestelle | 71,467               | Kravaře v Čechách früher Graber                                   | Kravaře v Čechách früher Graber                                   |
| Haltepunkt / Haltestelle | 74,015               | Stvolínky früher Drum                                             | Stvolínky früher Drum                                             |
| Bahnhof | 79,196               | Zahrádky früher Neugarten                                         | Zahrádky früher Neugarten                                         |
| Brücke |                      | Höllengrundviadukt (273 m) Technisches Denkmal                    | Höllengrundviadukt (273 m) Technisches Denkmal                    |
| Brücke |                      | Helenentalviadukt (74 m)                                          | Helenentalviadukt (74 m)                                          |
| ehemaliger Haltepunkt / Haltestelle | 83,026               | Zückmantel b. Böhm. Leipa / Cukmantl bis 1920                     | Zückmantel b. Böhm. Leipa / Cukmantl bis 1920                     |
| Strecke von rechts · Strecke |                      | von Bakov nad Jizerou (vorm. BNB)                                 | von Bakov nad Jizerou (vorm. BNB)                                 |
| Abzweig geradeaus, nach links und von links · Kreuzung geradeaus oben · Strecke von rechts |                      | Bakov nad Jizerou–Ebersbach (Sachs)                               | Bakov nad Jizerou–Ebersbach (Sachs)                               |
| Strecke · Abzweig geradeaus und von links · Strecke nach rechts |                      | und Neutrassierung nach Vlčí Důl-Dobranov (seit 1989)             | und Neutrassierung nach Vlčí Důl-Dobranov (seit 1989)             |
| Strecke · Bahnhof | 84,9600,000          | Česká Lípa hlavní nádraží früher Böhmisch Leipa                   | Česká Lípa hlavní nádraží früher Böhmisch Leipa                   |
| Strecke · Abzweig ehemals geradeaus und nach links |                      | nach Benešov nad Ploučnicí und nach Ebersbach (Sachs) (vorm. BNB) | nach Benešov nad Ploučnicí und nach Ebersbach (Sachs) (vorm. BNB) |
| Strecke · Bahnhof (Strecke außer Betrieb) | 85,64                | Česká Lípa město früher Böhmisch Leipa Teplitzer Bf.              | Česká Lípa město früher Böhmisch Leipa Teplitzer Bf.              |
| Strecke · Brücke über Wasserlauf (Strecke außer Betrieb) |                      | Ploučnice                                                         | Ploučnice                                                         |
| Strecke · Haltepunkt / Haltestelle (Strecke außer Betrieb) |                      | Dobranov früher Dobern                                            | Dobranov früher Dobern                                            |
| Überleitstelle / Spurwechsel · Strecke (außer Betrieb) | 4,99089,450          | výh. Žizníkov                                                     | výh. Žizníkov                                                     |
| Brücke über Wasserlauf · Strecke (außer Betrieb) |                      | Ploučnice                                                         | Ploučnice                                                         |
| Strecke nach links · Abzweig ehemals geradeaus und von rechts |                      | Neubaustrecke von Česká Lípa hl.n. (seit 1989)                    | Neubaustrecke von Česká Lípa hl.n. (seit 1989)                    |
| Haltepunkt / Haltestelle | 91,000               | Vlčí Důl-Dobranov früher Wolfsthal-Leskenthal                     | Vlčí Důl-Dobranov früher Wolfsthal-Leskenthal                     |
| Strecke von links (außer Betrieb) · Abzweig geradeaus und ehemals nach rechts |                      | (geplante Neutrassierung bis 2024)                                | (geplante Neutrassierung bis 2024)                                |
| Strecke (außer Betrieb) · ehemaliger Bahnhof | 93,354               | Zákupy früher Reichstadt                                          | Zákupy früher Reichstadt                                          |
| Strecke (außer Betrieb) · Abzweig geradeaus und ehemals nach links |                      | vlečka statek Nové Zákupy                                         | vlečka statek Nové Zákupy                                         |
| Haltepunkt / Haltestelle (Strecke außer Betrieb) · Strecke |                      | Zákupy-Božíkov (geplant)                                          | Zákupy-Božíkov (geplant)                                          |
| Strecke (außer Betrieb) · Haltepunkt / Haltestelle | 94,571               | Zákupy-Božíkov früher Götzdorf                                    | Zákupy-Božíkov früher Götzdorf                                    |
| Strecke nach links (außer Betrieb) · Abzweig geradeaus und ehemals von rechts |                      |                                                                   |                                                                   |
| Blockstelle | 99,994               | odb. Mimoň St.1                                                   | odb. Mimoň St.1                                                   |
| Abzweig geradeaus und nach rechts |                      | nach Mimoň staré n. (vorm. LB Böhmisch Leipa–Niemes)              | nach Mimoň staré n. (vorm. LB Böhmisch Leipa–Niemes)              |
| Bahnhof | 100,536              | Mimoň früher Niemes                                               | Mimoň früher Niemes                                               |
| Brücke |                      | Niemeser Viadukt (74 m)                                           | Niemeser Viadukt (74 m)                                           |
| Haltepunkt / Haltestelle | 102,939              | Pertoltice pod Ralskem früher Barzdorf                            | Pertoltice pod Ralskem früher Barzdorf                            |
| Bahnhof | 105,449              | Velký Grunov früher Grünau                                        | Velký Grunov früher Grünau                                        |
| Abzweig geradeaus und von rechts |                      | vlečka Diamo Stráž pod Ralskem                                    | vlečka Diamo Stráž pod Ralskem                                    |
| Bahnhof | 107,594              | Brniště früher Brims                                              | Brniště früher Brims                                              |
| Haltepunkt / Haltestelle | 110,932              | Velký Valtinov früher Großwalten                                  | Velký Valtinov früher Großwalten                                  |
| Abzweig geradeaus und ehemals von links |                      | von Svor (vorm. BNB)                                              | von Svor (vorm. BNB)                                              |
| Bahnhof | 114,557              | Jablonné v Podještědí früher Deutsch Gabel                        | Jablonné v Podještědí früher Deutsch Gabel                        |
| Haltepunkt / Haltestelle | 117,175              | Lvová früher Lämberg-Markersdorf                                  | Lvová früher Lämberg-Markersdorf                                  |
| Bahnhof | 120,588              | Rynoltice früher Ringelshain                                      | Rynoltice früher Ringelshain                                      |
| Haltepunkt / Haltestelle | 125,238              | Zdislava früher Schönbach                                         | Zdislava früher Schönbach                                         |
| Bahnhof | 129,174              | Křižany früher Kriesdorf                                          | Křižany früher Kriesdorf                                          |
| Tunnel | 130,064              | Ještědský (Jeschkenkammtunnel; 815 m)                             | Ještědský (Jeschkenkammtunnel; 815 m)                             |
| Brücke |                      | Neuländer Viadukt (198 m)                                         | Neuländer Viadukt (198 m)                                         |
| Haltepunkt / Haltestelle | 131,450              | Novina früher Neuland                                             | Novina früher Neuland                                             |
| Tunnel | 131,718              | U Myslivny (Jägerhaustunnel; 40 m)                                | U Myslivny (Jägerhaustunnel; 40 m)                                |
| Brücke |                      | Jägerhausviadukt (127 m)                                          | Jägerhausviadukt (127 m)                                          |
| Tunnel | 132,725              | Kryštofský (Christofsgrunder Tunnel; 48 m)                        | Kryštofský (Christofsgrunder Tunnel; 48 m)                        |
| Haltepunkt / Haltestelle | 132,002              | Kryštofovo Údolí früher Christofsgrund                            | Kryštofovo Údolí früher Christofsgrund                            |
| Brücke |                      | Höllengrabenviadukt (51 m)                                        | Höllengrabenviadukt (51 m)                                        |
| Tunnel | 134,791              | Karlovský I (Rehbergtunnel; 317 m)                                | Karlovský I (Rehbergtunnel; 317 m)                                |
| Tunnel | 135,396              | Karlovský II (Burggrafentunnel; 51 m)                             | Karlovský II (Burggrafentunnel; 51 m)                             |
| Brücke |                      | Burggrafenviadukt (64 m)                                          | Burggrafenviadukt (64 m)                                          |
| Bahnhof | 136,516              | Karlov pod Ještědem früher Karlswald                              | Karlov pod Ještědem früher Karlswald                              |
| Haltepunkt / Haltestelle | 139,023              | Ostašov früher Berzdorf                                           | Ostašov früher Berzdorf                                           |
| Bahnhof | 141,024              | Liberec-Horní Růžodol früher Rosental-Johannestal                 | Liberec-Horní Růžodol früher Rosental-Johannestal                 |
| Kreuzung geradeaus unten · Strecke von rechts |                      | von Pardubice hl. n. (vorm. SNDVB)                                | von Pardubice hl. n. (vorm. SNDVB)                                |
| Abzweig geradeaus, nach rechts und von rechts · Strecke |                      | von Tanvald (vorm. RGTE)                                          | von Tanvald (vorm. RGTE)                                          |
| Abzweig ehemals geradeaus und nach links · Abzweig geradeaus und von rechts |                      |                                                                   |                                                                   |
| Kopfbahnhof Streckenende (Strecke außer Betrieb) · Strecke | 143,243              | Reichenberg Teplitzer Bahnhof                                     | Reichenberg Teplitzer Bahnhof                                     |
| Bahnhof | 145,107              | Liberec früher Reichenberg                                        | Liberec früher Reichenberg                                        |
| Abzweig geradeaus und nach rechts |                      | nach Zawidów (vorm. SNDVB)                                        | nach Zawidów (vorm. SNDVB)                                        |
| Strecke |                      | nach Zittau (vorm. ZRE)                                           | nach Zittau (vorm. ZRE)                                           |
| |                      |                                                                   |                                                                   |
| Quellen: |                      |                                                                   |                                                                   |

Die Bahnstrecke Řetenice–Liberec, auch Nordböhmische Transversalbahn (tschech.: Severočeská transverzálka) ist eine Eisenbahnverbindung in Tschechien, die ursprünglich von der k.k. priv. Aussig-Teplitzer Eisenbahn (ATE) als Lokalbahn Teplitz (Settenz)–Reichenberg erbaut und betrieben wurde. Sie zweigt in Teplice (Teplitz-Schönau) im Bahnhof Řetenice (Settenz) von der Bahnstrecke Ústí nad Labem–Chomutov ab und führt über Lovosice (Lobositz), Litoměřice (Leitmeritz), Úštěk (Auscha), Česká Lípa (Böhmisch Leipa) und Jablonné v Podještědí (Deutsch Gabel) nach Liberec (Reichenberg), wo sie in die Bahnstrecke Pardubice–Zawidów einmündet.
Die Strecke zwischen Řetenice und Česká Lípa ist seit 1995 als regionale Bahn („regionální dráha“) klassifiziert, die restliche Strecke bis Liberec ist weiterhin Teil des gesamtstaatlichen Netzes („celostátní dráha“).

## Geschichte

### Vorgeschichte
Ende des 19. Jahrhunderts war die Erschließung Böhmens mit Eisenbahnen schon weit vorangeschritten. Im Norden Böhmens fehlte jedoch noch eine Querverbindung zwischen dem Nordböhmischen Braunkohlerevier und dem aufstrebenden Industriezentrum Reichenberg. Zu jener Zeit bestanden schon Strecken der k.k. priv. Böhmischen Nordbahn von Tetschen nach Warnsdorf und Böhmisch Leipa, eine Weiterführung über das Jeschkengebirge nach Reichenberg war jedoch von Seiten der Böhmischen Nordbahn nicht vorgesehen.
Stattdessen gründete sich 1867 ein Konsortium unter Führung von Adolf von Schwarzenberg, das eine Böhmische Südwestbahn von Liebenau über Böhmisch Leipa, Lobositz, Rakonitz und Protiwin nach Kuschwarda mit einer Zweigbahn von Zittau nach Böhmisch Leipa bauen wollte. Obwohl der österreichische Staat das Projekt ausdrücklich unterstützte, kam es infolge der Wirtschaftskrise von 1873 nicht zur Ausführung. Lediglich der Abschnitt Rakonitz–Protivín wurde bis 1876 vom Staat in Eigenregie errichtet.
Erst nach der Überwindung der Krise Anfang der 1880er Jahre kam wieder Bewegung in das Projekt. Für die Strecke Liebenau–Böhmisch Leipa–Leitmeritz–Rakonitz bekam Viktor Nobak im Jahr 1880 eine Vorkonzession. Im gleichen Jahr erhielt der Leitmeritzer Anwalt Gollitschek von Elbenwart ebenfalls eine Genehmigung für Vorarbeiten. Im Jahr 1881 wurde die Trasse zwischen Leitmeritz und Böhmisch Leipa vermessen und projektiert, wobei die Strecke auch durch den als Naturschönheit bekannten Höllengrund führen sollte. Gegen die Zerstörung des Tales demonstrierte am 16. September 1881 der Nordböhmische Excursionsclub aus Böhmisch Leipa mit einer Protestkundgebung. Auch die Grundeigentümer von Kaunitz auf Neuschloß lehnten diese Trasse ab.
Am 25. Mai 1880 wurde das Gesetz, betreffend die Zugeständnisse und Begünstigungen für Localbahnen vom österreichischen Staat erlassen. Es enthielt umfassende Vergünstigungen für die Errichtung von Sekundärbahnen, die zur Kostenersparnis deutliche Vereinfachungen in Bau und Betrieb aufweisen sollten. Auf der Grundlage dieses Gesetzes beantragte 1882 ein Konsortium aus Reichenberg den Bau einer Lokalbahn von Laun über Leitmeritz und Böhmisch Leipa nach Reichenberg. Diesem Konsortium schlossen sich Bürger aus Gablonz an, die eine Fortführung der Linie über Gablonz und Tannwald bis zur Landesgrenze am Neuweltpass im Riesengebirge konzipierten. Das Konsortium gab weitere Vermessungsarbeiten in Auftrag, ohne dass es zur Realisierung der Strecke kam.
In dieser Situation übernahm 1890 die Stadt Reichenberg das Projekt und brachte die Planungsarbeiten zum Abschluss. Die Stadt Reichenberg sah sich allerdings aus finanziellen Gründen nicht in der Lage, die Strecke zu bauen. Stattdessen interessierte sich die Aussig-Teplitzer Eisenbahn für das Projekt und konzipierte schließlich eine eigene Strecke, die bei Teplitz aus ihrer Hauptstrecke Aussig–Komotau abzweigen sollte und über das Böhmische Mittelgebirge nach Lobositz und weiter über Leitmeritz nach Reichenberg führen sollte. Im Kohlebergbau aktive Unternehmer aus Bilin hatten 1894 eine Strecke von dort nach Lobositz angedacht, deren Planungen übernommen worden.

### Bau und Eröffnung
Die Konzession für die Lokalbahn Teplitz (Settenz)–Reichenberg erhielt die ATE am 13. Juni 1896. Als Termin zur Inbetriebsetzung war für den Abschnitt Settenz–Lobositz der 1. Oktober 1897 festgelegt. Der Abschnitt Lobositz–Böhmisch Leipa war bis 1. Oktober 1898 und der restliche Abschnitt bis Reichenberg bis 1. Oktober 1899 fertigzustellen. Teil der Konzession war auch der Bau einer Schleppbahn vom Bahnhof Lobositz „zu einem daselbst anzulegenden Elbhafen“ sowie der Bau einer Verbindungsbahn vom Bahnhof Teplitz-Waldthor nach Settenz, „sobald das derzeit noch vom Bergbau unterfahrene Terrain sich soweit gesetzt hat, dass die Führung der Bahn nach dem Ermessen des Eisenbahnministeriums ermöglicht ist.“ Die Dauer der Konzession war auf 90 Jahre ab dem Tag der Konzessionserteilung festgelegt. Die einst zur ÖLEG gehörige staatliche Lokalbahn Böhmisch Leipa–Niemes wurde in die Streckenführung mit einbezogen. Sie ging am 29. Dezember 1898 durch Kauf an die ATE über.
Obwohl die Strecke als Lokalbahn genehmigt war, wendete die ATE beim Bau die Parameter einer Hauptbahn an. Die maximale Neigung beträgt 25 Promille, Bögen haben einen minimalen Radius von 240 Metern.
Am 20. September 1896 begannen die Bauarbeiten am Streckenabschnitt durch das Böhmische Mittelgebirge von Teplitz nach Lobositz durch die Firma Schön & Sohn aus Prag. Die weiteren Abschnitte wurden durch die Firma Gebrüder Redlich & Berger aus Wien erstellt. Am 11. September 1900 konnte der durchgehende Zugverkehr aufgenommen werden. Die Baukosten beliefen sich auf insgesamt 50 Millionen Kronen.
Eröffnungsdaten
- Settenz–Lobositz: 1. Dezember 1897
- Lobositz–Leitmeritz: 1. Oktober 1898
- Leitmeritz–Böhmisch Leipa: 20. Dezember 1898
- Böhmisch Leipa–Niemes: 5. August 1900
- Niemes–Ober Rosenthal: 11. September 1900
- Ober Rosenthal–Reichenberg: 17. September 1900[5]

### Betrieb
Wegen der ungünstigen Topografie blieben die Verkehrsleistungen auf der Strecke hinter den Erwartungen zurück. Der Fahrplan von 1912 wies für die Gesamtstrecke lediglich zwei durchgehende Personenzüge und ein Schnellzugpaar aus. Weitere Personenzüge verkehrten auf Teilstrecken. Der Schnellzug von Teplitz nach Reichenberg benötigte etwas mehr als vier Stunden, was einer Reisegeschwindigkeit von etwa 40 km/h entsprach. In der Gegenrichtung bediente der Zug mehr Zwischenhalte und brauchte noch eine halbe Stunde länger. Die Personenzüge benötigten etwa sechs Stunden für die Gesamtstrecke. Im Güterverkehr stagnierte die Anzahl der durchlaufenden Kohleganzzüge zwischen Teplitz und Reichenberg wegen der hohen Kosten des Bahnbetriebes. Für die Beförderung der Züge auf den Steigungsabschnitten waren bis zu drei Lokomotiven notwendig. Darüber hinaus konnte die Reichenberger Industrie nach der Fertigstellung der Eisenbahnverbindung über den Neuweltpass im Riesengebirge ab 1902 kostengünstig Steinkohle aus dem nahen Waldenburger Revier in Preußen beziehen. Im Jahr 1910 erzielte die ATE mit der Lokalbahn nach Abzug aller Kosten einen Überschuss von 468.265 Kronen.
Nach Gründung der Tschechoslowakei wurde die Aussig-Teplitzer Eisenbahn zum 1. Januar 1923 verstaatlicht. Die Strecke gehörte fortan zum Netz der Tschechoslowakischen Staatsbahnen (ČSD). Die ČSD führte das Schnellzugpaar zwischen Teplitz und Reichenberg fortan über den wichtigen Knoten Tetschen/Bodenbach und erweiterte den Zuglauf von und nach Eger. Ende der 1920er Jahre wurde das Angebot auf zwei Schnellzugpaare erweitert, im Sommerfahrplan 1937 gab es in Tagesrandlage ein weiteres Schnellzugpaar von Teplitz-Schloßgarten über Bodenbach nach Reichenberg.
Nach der Angliederung des Sudetenlandes an Deutschland im Herbst 1938 kam die Strecke zur Deutschen Reichsbahn, Reichsbahndirektion Dresden. Im Gegensatz zur ČSD führte die Reichsbahndirektion Dresden die Strecke nun nicht mehr als betriebliche Einheit. Im Reichskursbuch von 1939 war die Strecke in den Tabellen 140r Teplitz-Schönau–Böhm Leipa und 136 Bodenbach–Böhm Leipa–Reichenberg enthalten. Als Neuerung gab es eine durchgehende Schnellzugverbindung von und nach Hof Hbf im sogenannten „Altreich“. Die Personenzugläufe waren fortan in Böhmisch Leipa gebrochen.
Nach dem Zweiten Weltkrieg kam die Strecke wieder zur Gänze zu den ČSD. Im Gegensatz zur Reichsbahndirektion Dresden brach die ČSD den Verkehr fortan in Lovosice. Im Fahrplan 1947 liefen jedoch weiterhin drei Personenzüge zwischen Teplice-Šanov und Liberec durch.
Ende der 1980er Jahre wurde die Strecke zwischen Česká Lípa hl. n. und Vlčí Důl neu trassiert, um durchgehende Zugläufe ohne Fahrtrichtungswechsel von Děčín nach Liberec zu ermöglichen. Diese neue Streckenführung wurde am 28. Mai 1989 in Betrieb genommen. Die alte Trasse zwischen Česká Lípa město und Vlčí Důl wurde aufgegeben und zum Radweg ausgebaut. Der ehemalige Bahnhof Česká Lípa město diente noch eine Zeitlang als Güterbahnhof.
Infolge der Neutrassierung brach die ČSD auch die bislang noch durchlaufenden Personenzüge in Česká Lípa hlavní nádraží. Im Kursbuch war die Strecke nun in den Tabellen 097 Lovosice–Teplice v Čechách, 087 Lovosice–Česká Lípa hlavní nádraží und 086 Česká Lípa hlavní nádraží–Liberec enthalten.
Am 1. Januar 1993 ging die Strecke im Zuge der Dismembration der Tschechoslowakei an die neu gegründeten České dráhy (ČD) über. Seit 2003 gehört sie zum Netz des staatlichen Infrastrukturbetreibers Správa železniční dopravní cesty (SŽDC), heute: Správa železnic.
Zwischen März und August 2022 wurde die Strecke zwischen Lovosice und Úštěk mit einem Kostenrahmen von fast einer Milliarde Kronen instand gesetzt und modernisiert, so dass auf längeren Abschnitten eine Streckengeschwindigkeit von 80 bis 100 km/h realisiert ist. Seit dem Abschluss der Arbeiten verkehren die Reisezüge zwischen Lovosice und Úštěk werktags im Stundentakt.

### Erdrutsch bei Dobkovičky

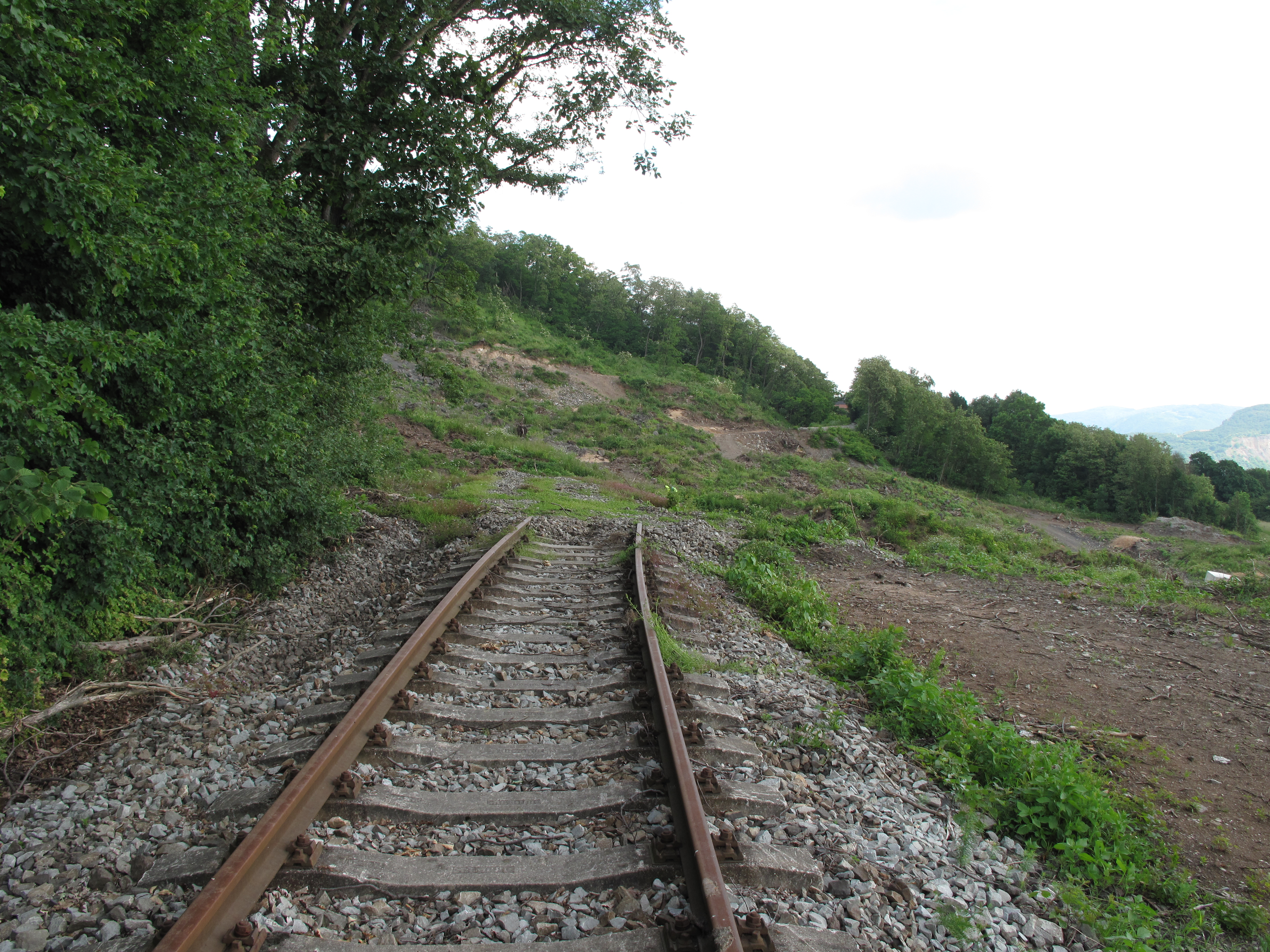
Streckenunterbrechung bei Dobkovičky (2014)

Am 7. Juni 2013 unterbrach ein Erdrutsch die Strecke zwischen Radejčin und Dobkovičky. Ursache waren die Bauarbeiten an der dort parallel führenden Autobahn D8. Seitdem enden alle von Teplice kommenden Reisezüge in Radejčin, die weitere Strecke nach Lovosice wird im Schienenersatzverkehr bedient. SŽDC erklärte im April 2016, den zerstörten Abschnitt bis November 2019 wiederherstellen zu wollen. In diesem Zusammenhang sollen auch zwanzig Bahnübergänge modernisiert und die Streckengeschwindigkeit angehoben werden. Die Kosten für die Reparatur wurden laut einer Studie mit 800 Millionen Kronen angegeben.
Das Verkehrsministerium lehnte allerdings den ersten Kostenvoranschlag zur Reparatur der Strecke als zu teuer ab. Ein überarbeitetes Projekt der Infrastrukturverwaltung vom Februar 2020 rechnet nun mit 463 Millionen Kronen. Neben dem Bau einer Brücke über den Erdrutsch sollen auch Gleise erneuert, Stützwände saniert und Felseinschnitte gesichert werden. Die Infrastrukturverwaltung plant mit einem Baubeginn im Jahr 2026.

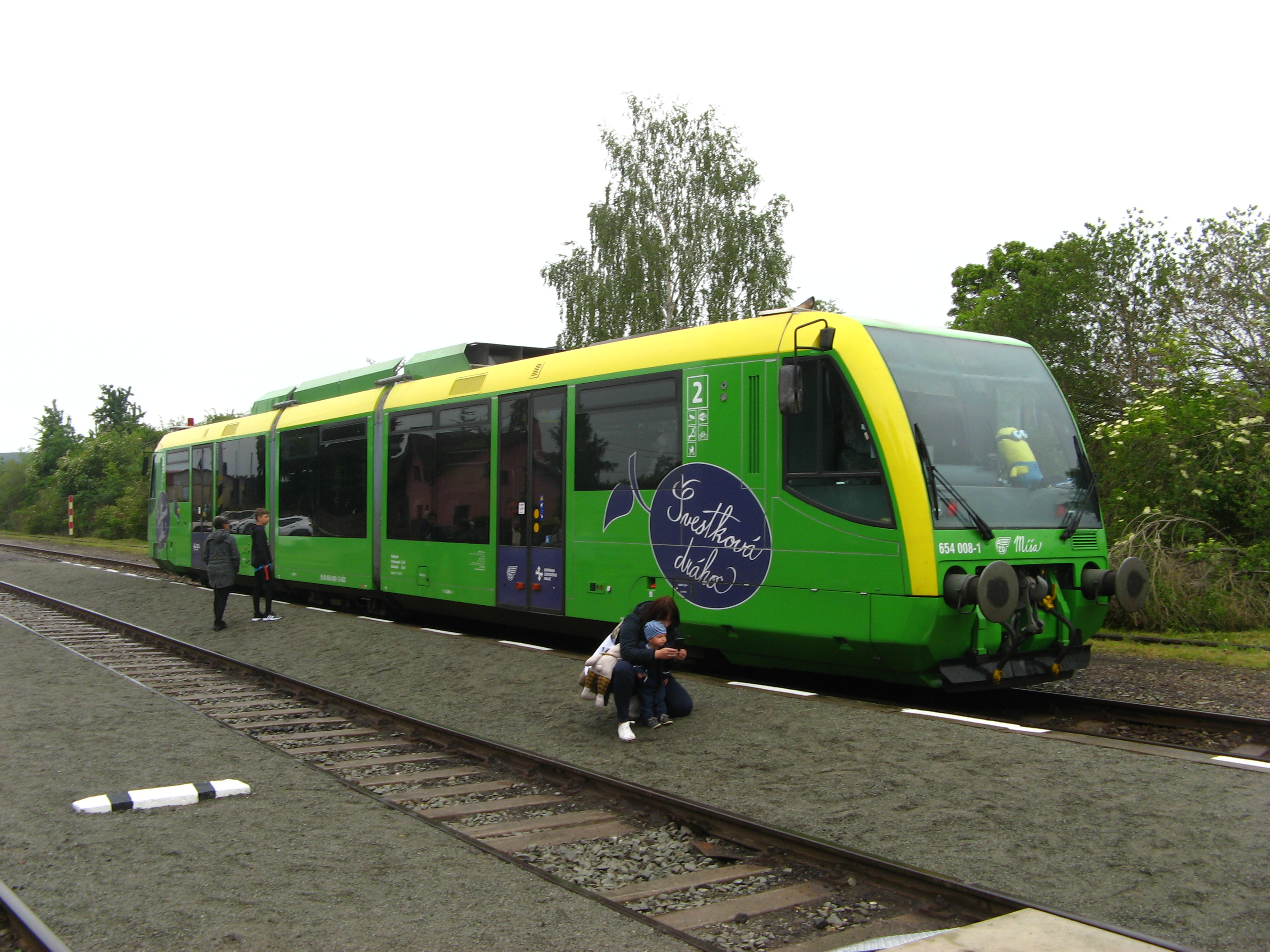
Reisezug der Linie T4 in Chotiměř (2020)

Nach Instandsetzung des Abschnittes wurde die Strecke von Chotiměř bis Lovosice am 6. Juni 2020 wieder in Betrieb genommen. Es verkehren jedoch vorerst nur Reisezüge an den Wochenenden des Sommerhalbjahres als touristische Linie T4 Lovosice–Chotiměř. Beauftragtes Eisenbahnverkehrsunternehmen ist AŽD Praha. Eingesetzt werden dafür Züge der Linie U10 (Litoměřice horní nádraží–Most), die in der bisherigen umlaufbedingten Wartezeit in Lovosice die Strecke nach Chotiměř bedienen.

### Ausblick
Bis 2024 soll der Abschnitt zwischen Česká Lípa und Liberec umfassend ausgebaut werden. Schnellzüge sollen dann für diese Relation weniger als eine Stunde benötigen. Neben der Erneuerung von Gleisen und Anlagen ist im Abschnitt zwischen Mimoň und Zákupy auch eine Neutrassierung vorgesehen, die Haltestelle Zákupy-Božíkov wird in veränderter Lage neu gebaut. Nach Abschluss der Arbeiten soll die Streckengeschwindigkeit zwischen Česká Lípa und Jablonné v Podještědí auf 120 km/h, im weiteren bogenreichen Abschnitt bis Liberec auf 85 km/h angehoben werden. Zudem ist bis 2025 die Ausrüstung mit dem europäischen Zugbeeinflussungssystem ETCS geplant.
Die Elektrifizierung der Teilstrecken Lovosice–Úštěk und Česká Lípa hl.n.–Liberec ist im Rahmen der Dekarbonisierung des Eisenbahnbetriebs bis 2032 vorgesehen.

## Streckenbeschreibung
Den Bahnhof Řetenice verlässt die Strecke in westlicher Richtung um dann unmittelbar in einem engen Linksbogen nach Südosten zu schwenken. Das Kurviertel von Teplice tangierend verläuft die Strecke im Tal der Bystřice nach Úpořiny. Dort besteht eine Verknüpfung mit der Bahnstrecke Trmice–Bílina. Nach dem Bahnhof Úpořiny steigt die Strecke in südöstlicher Richtung an der nördlichen Flanke des Böhmischen Mittelgebirges bis zur Haltestelle Radejčin stetig an. Dabei wird kurz nach dem Bahnhof Úpořiny ein Höhenrücken in einem kurzen Tunnel durchquert. Im Sattel zwischen den Bergen Kubačka und Debus erreicht die Strecke im Böhmischen Mittelgebirge ihren Scheitelpunkt. Hoch über dem Elbtal am Berghang des Kubačka und später im Opárenské údolí führt sie dann  wider in stetem Gefälle in südlicher Richtung nach Lovosice, wo sie auf die Bahnstrecke Praha–Děčín trifft.

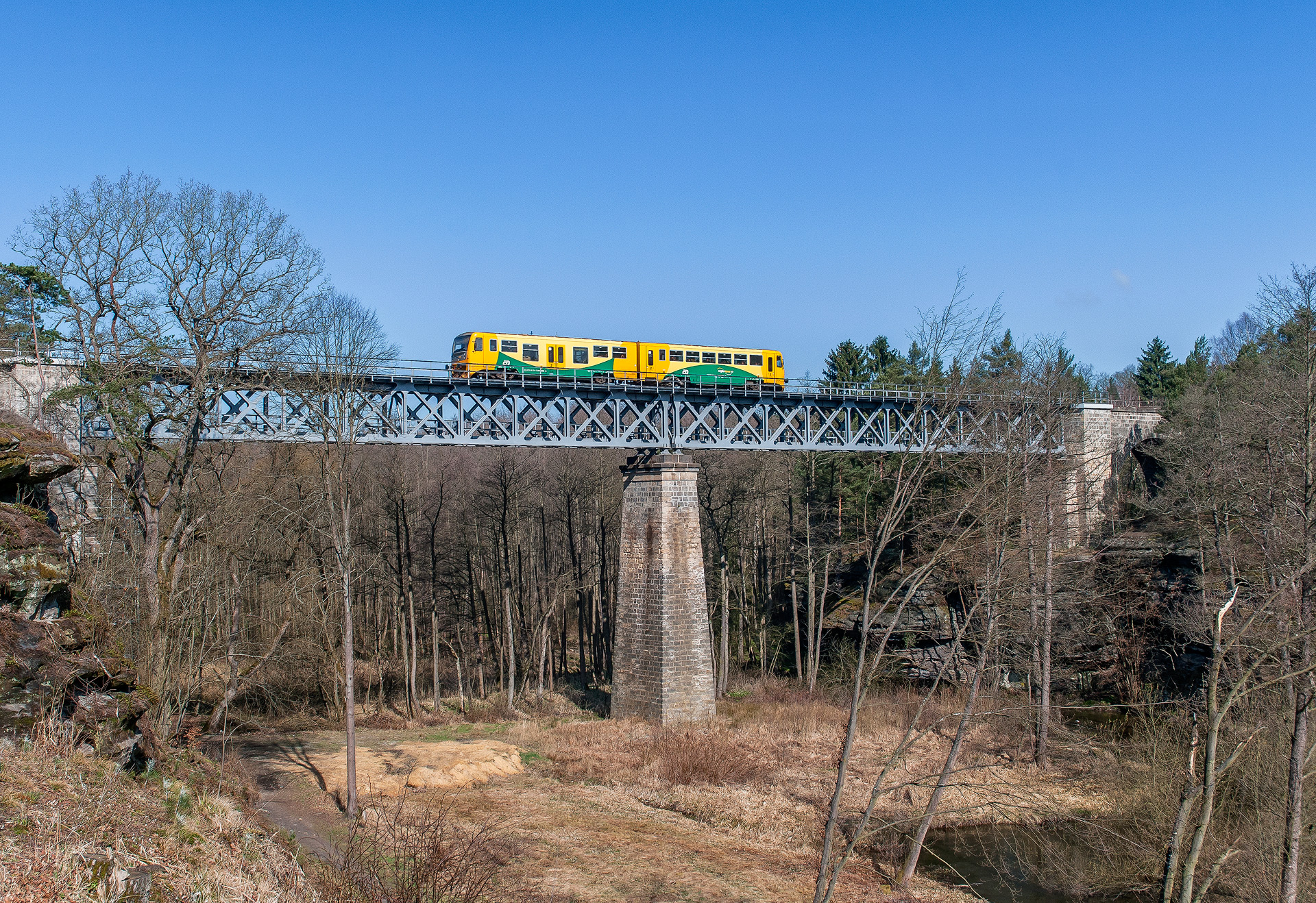
Personenzug auf dem Höllengrundviadukt bei Karba (2015)

Den Bahnhof Lovosice verlässt die Strecke in einem Linksbogen. Unmittelbar nach der Haltestelle Lovosice zavod – die dem Berufsverkehr des Chemiewerkes Lovosice dient – überquert die Strecke auf einer genieteten Fachwerkträgerbrücke die Elbe. Kurz danach kreuzt die Strecke auf einer weiteren Brücke das Doppelgleis der früheren Österreichischen Nordwestbahn und erreicht den Bahnhof Žalhostice. Ein dem Güterverkehr vorbehaltenes Verbindungsgleis führt hier in den benachbarten Bahnhof Velké Žernoseky. Unter den Abhängen des markanten Berges Radobýl führt das Gleis nun leicht ansteigend nach Litoměřice. Nach der alten Bischofsstadt führt die Strecke durch eine flachwellige Landschaft, immer der Südflanke des Böhmischen Mittelgebirges folgend. In Úštěk bestand früher Anschluss an die Lokalbahn von Velké Březno, die seit 1979 stillgelegt und abgebaut ist. Nach Úštěk steigt die Trasse stärker an und überquert bei Blíževedly die Wasserscheide zum Stromgebiet der Ploučnice. Bei Stvolinky durchquert die Strecke Teile eines ausgedehnten Teichgebietes. Nach dem folgenden Bahnhof Zahrádky überquert die Trasse auf zwei großen, denkmalgeschützten Gitterkastenviadukten das Tal der Peklo. Kurz vor Česká Lípa kreuzt die Strecke die Gleise von Liberec und Bakov auf einer Brücke und erreicht den Bahnhof auf seiner Ostseite, der ehemaligen Haltestelle der ATE.

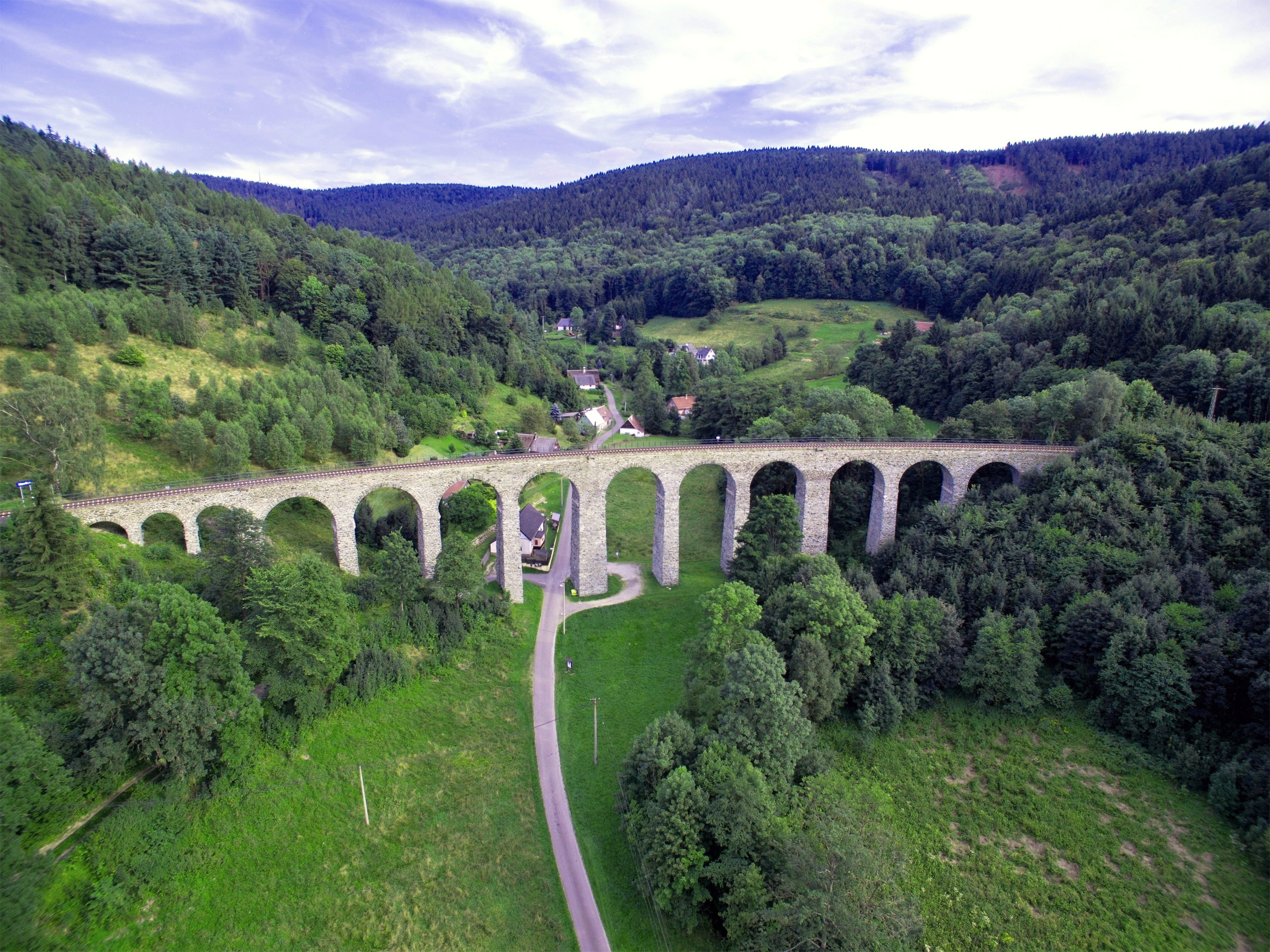
Neuländer Viadukt am Jeschkenkamm (2020)

Die weitere, heute aufgelassene Strecke verließ den Bahnhof Česká Lípa nordwärts, um dann über den früheren Stadtbahnhof wieder ostwärts zu führen. Seit 1989 besteht eine Neubautrasse, die zunächst parallel zur ehemaligen Nordbahnstrecke nach Bakov liegt und dann auf die Trasse der einstigen Lokalbahn Böhmisch Leipa-Niemes nach Osten schwenkt. Ein Verbindungsbogen ermöglicht direkte Zugläufe zwischen Bakov und Liberec. Bei Vlčí Důl-Dobranov erreicht das Gleis wieder die ursprüngliche Streckenführung. Die Strecke führt nun durch eine hügelige Landschaft, welche durch einzelne, kegelförmige Berge charakterisiert ist. Bei Mimoň verlässt die Strecke die Trassenführung der einstigen Lokalbahn. Nach einem Linksbogen führt die Strecke fast geradlinig nordwärts in Richtung Jablonné v Podještědí. Im Bahnhof Brniště beginnt die Anschlussbahn zu den Bergwerksanlagen in Stráž pod Ralskem. Nach dem Bahnhof Jablonné v Podještědí führt das Gleis wieder ostwärts in Richtung auf das Jeschkengebirge zu. Langsam steigt die Strecke parallel zum Jeschkengebirge an dessen Ausläufern an. Nach dem Bahnhof Křižany unterquert das Gleis im 815 Meter langen Scheiteltunnel das Jeschkengebirge, um kurz darauf über den im Bogen liegenden 29 Meter hohen Neuländer Viadukt zu führen. Mit der Maximalneigung von 25 ‰ führt die Strecke nun an den Abhängen des Jeschkengebirges durch mehrere Tunnel und weitere größere Brücken stetig abwärts. Im Stadtgebiet von Liberec beschreibt das Gleis zum Schluss noch einen 180°-Linksbogen und erreicht dann von Osten den Bahnhof der Kreisstadt.

## Fahrzeugeinsatz

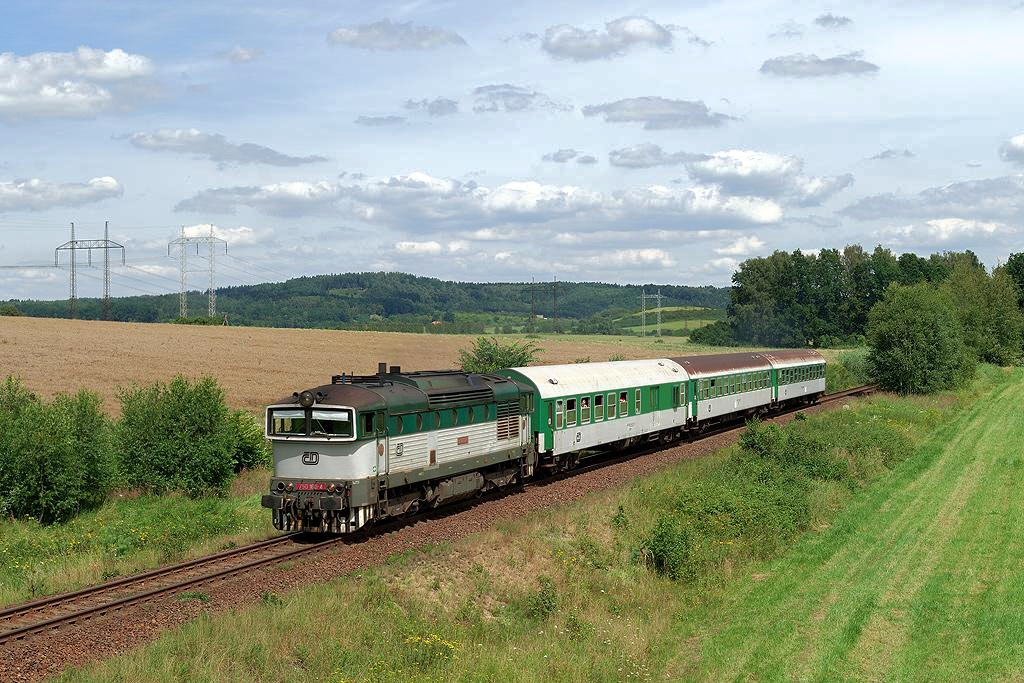
Schnellzug mit ČD-Baureihe 750 bei Vlčí Důl-Dobranov (2010)

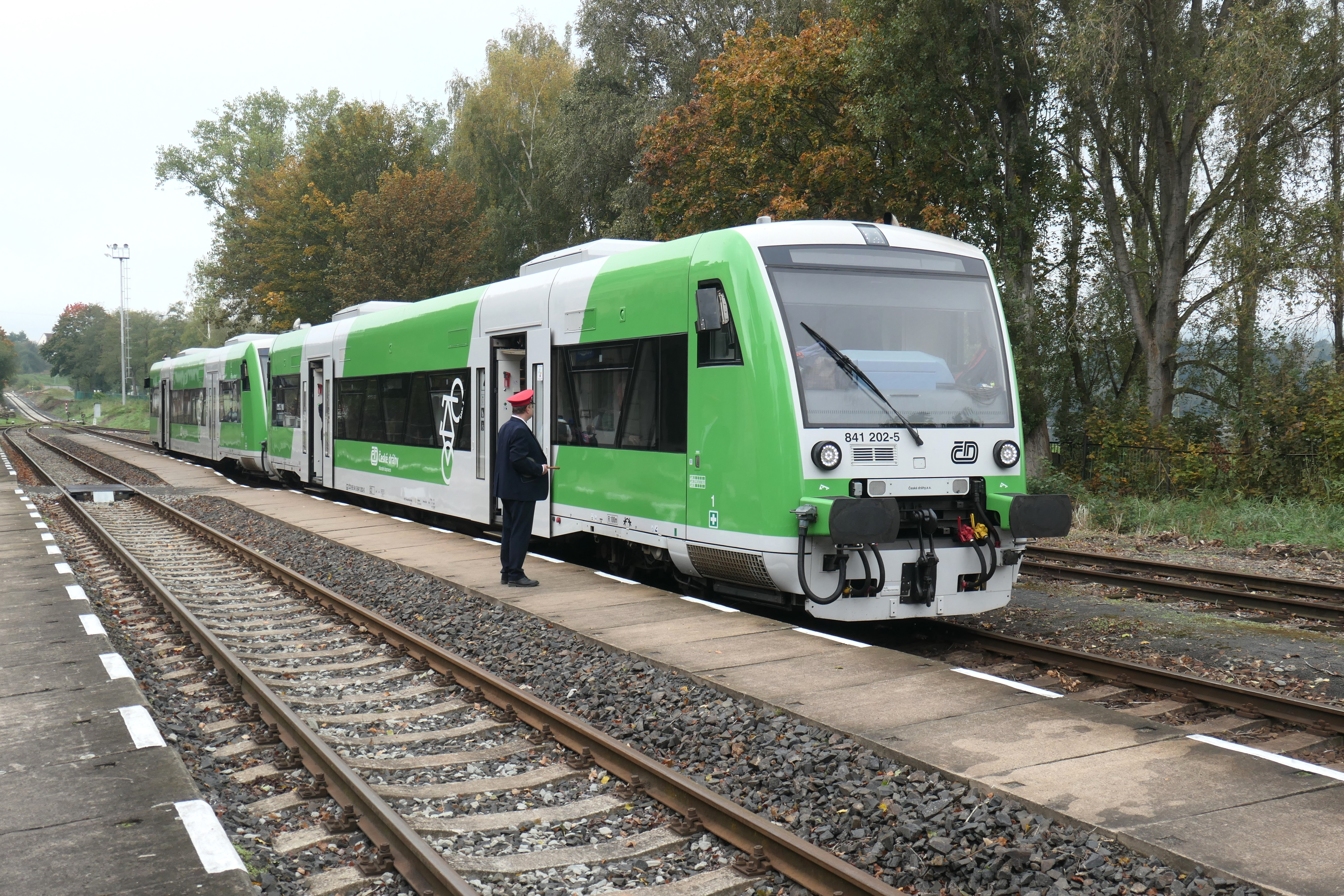
Personenzug mit Triebwagen der ČD-Baureihe 841.2 in Úštěk (2024)

Die ATE beschaffte für den Einsatz auf der Nordböhmischen Transversalbahn vierfachgekuppelte Schlepptenderlokomotiven der Reihen IVb und IVc. Für die Reihe IVc waren auf den 25-Promille-Rampen 250 Tonnen Last zugelassen. Schwere Kohlezüge mit maximal 650 Tonnen Last wurden dort regelmäßig mit drei Lokomotiven gefahren. Die Lokomotiven der Reihe IVc bespannten auch die Schnellzüge, die zugelassene Geschwindigkeit von 50 km/h war auf der Lokalbahn ausreichend. Die für Schnellzüge konzipierte Reihe Ib war mit einer zugelassenen Anhängelast von 80 Tonnen für den Betrieb auf der Nordböhmischen Transversalbahn ungeeignet.
In den 1930er Jahren setzten die ČSD auf den Bergstrecken im Böhmischen Mittelgebirge und am Jeschkenkamm vor allem die fünffach gekuppelten Tenderlokomotiven der ČSD-Baureihe 524.1 vor allen Zügen ein. Im Betrieb der Reichsbahndirektion Dresden kamen insbesondere vor den Schnellzügen die Lokomotiven der ČSD-Baureihe 464.0 zum Einsatz, die von der Deutschen Reichsbahn als Baureihe 68.0 geführt wurden. Nach dem Zweiten Weltkrieg wurden vor allem die schweren Schlepptenderlokomotiven der ČSD-Baureihe 556.0 verwendet, die bis Ende der 1970er Jahre im Einsatz blieben. Auf den Rampen im Böhmischen Mittelgebirge fuhren Lokomotiven der ČSD-Baureihe 555.0.
Von 2014 verkehrten im Regionalverkehr zwischen Česká Lípa und Liberec Triebwagen der ČD-Baureihe 844 (RegioShark). Auf der Linie U11 fahren  seit Dezember 2021 Triebwagen der ČD-Baureihe 841 (Stadler Regioshuttle).
Arriva setzt für die Schnellzüge von der Deutschen Bahn (DB) übernommene Triebzüge der Baureihe 845 ein. Die DLB fährt den Regionalverkehr mit Desiro Classic.